# Gézengúz Alapítvány
A Gézengúz Alapítvány a koraszülött vagy születési sérült csecsemők fejlesztésével, terápiájával foglalkozik. 1990-ben hozta létre Dr. Schultheisz Judit gyermekorvos, saját felkar-bénult kislánya fejlesztési tapasztalatait felhasználva.
Az alapítványnak öt központja van Budakalászon, Békásmegyeren, Győrött, Salgótarjánban és Budafokon, ahol az ország egész területéről fogadják a családokat gyermekneurológiai, pszichológiai vizsgálatra, gyógytornára, gyógyúszásra és gyógypedagógiai kezelésekre. A csoportos ellátásukban fordított integrációban foglalkoznak a  gyermekekkel, a családokat is bevonva. Évente 2450 családnak nyújtanak segítséget.